# Dark Tide
Dark Tide is een Amerikaanse actiethriller uit 2012. De film werd geregisseerd door John Stockwell en heeft Halle Berry in de hoofdrol. Dark Tide werd grotendeels opgenomen nabij Kaapstad in Zuid-Afrika. Bijkomende onderwateropnames werden gemaakt in de Pinewood Studios in het Verenigd Koninkrijk. De film werd onthaald op overwegend negatieve kritieken.

## Verhaal
Haaienexperte Kate maakt met haar man en fotograaf Jeff en een paar helpers natuurfilms over haaien nabij Kaapstad. Na een dodelijk ongeval met een van die helpers durft ze het water niet meer in. Een jaar later heeft een Brits zakenman honderdduizend euro over om tussen haaien te zwemmen. Geplaagd door financiële problemen en overgehaald door Jeff, gaan ze met hem op zee. Als de klant tegen Kates wil in de haaienkooi verlaat besluit ze in haar ergernis hem naar een plaats genaamd "Shark Alley" te brengen waar hij dan maar meteen tussen de allergrootste haaien kan zwemmen. Ze komen er echter in een storm terecht en de boot kapseist. In het water worden zowel de bootsman als de klant door haaien gedood, alvorens Kate het reddingsbootje kan bemachtigen. De volgende ochtend worden de overlevenden daarin gevonden door de Zuid-Afrikaanse kustwacht.

## Rolverdeling
| Acteur           | Personage      | Opmerkingen    |
| ---------------- | -------------- | -------------- |
| Halle Berry      | Kate Mathieson | Protagoniste   |
| Olivier Martinez | Jeff Mathieson | Kates man      |
| Ralph Brown      | Brady Ross     | Rijke zakenman |
| Mark Elderkin    | Tommy Phillips | Kates bootsman |
| Luke Tyler       | Luke           | Brady's zoon   |
| Sizwe Msutu      | Zukie          | Kates collega  |